# 松川健大
松川健大（英語：Kenta Matsukawa，2006年6月19日—），日本男子羽毛球運動員，亦為日本國家羽球隊成員，現為雙葉未來高中學生。

## 簡歷
2023年7月，他参与国外举办的亚青赛上，在混合團體賽中與大自己一歲的谷岡大后搭檔出戰男雙，並在決賽中擊敗印尼队獲得团体冠軍，為日本隊的勝利立下汗馬功勞。同年8月，他参与国内举办的全國高中校際運動會的校際比賽中，她在半決賽中與埼玉榮高中搭檔谷岡大后首次出戰雙打，並以兩分之差險勝對手沖本雄大／角田浩介，幫助雙葉未來高中挺進決賽。決賽中，他們以3比2擊敗東大阪大學柏原高中，奪得團體冠軍。随后9月，他與同班同學中静悠斗搭檔参与国内举办的全國青少年錦標賽上，他們在決賽中後來居上擊敗了埼玉榮高中的三浦大地／稻川蓮二郎，奪得了冠軍。
2024年3月，他参与国内举办的全國高中選拔賽男子雙打项目中，在半決賽中戰勝了埼玉榮高中的小白有上／澤田修司，並在決賽中直落兩盤戰勝了埼玉榮高中的三浦大地／稻川連二郎，奪得了冠軍。

## 主要比賽成績
只列出曾進入準決賽的國際賽事成績：
| 年份   | 賽事                   | 公開賽級別 | 項目     | 拍檔     | 成績 |
| ------ | ---------------------- | ---------- | -------- | -------- | ---- |
| 2023年 | 亞洲青年羽毛球錦標賽   | 其他       | 混合團體 | －       | 冠軍 |
| 2024年 | 世界青年羽毛球錦標賽   | 其他       | 混合團體 | －       | 季軍 |
| 2024年 | 世界青年羽毛球錦標賽   | 男子雙打   | 中静悠斗 | 季軍     |      |
| 2025年 | 北馬里亞納羽毛球公開賽 | 國際挑戰賽 | 男子雙打 | 川邊悠陽 | 亞軍 |
| 2025年 | 塞班島羽毛球國際賽     | 國際挑戰賽 | 男子雙打 | 川邊悠陽 | 亞軍 |
| 2025年 | 塞班島羽毛球國際賽     | 國際挑戰賽 | 混合雙打 | 原菜那子 | 亞軍 |

| 2018-2026年 | 總決賽 | 超級1000賽 | 超級750賽 | 超級500賽 | 超級300賽 | 超級100賽 | 國際挑戰賽 | 國際系列賽 | 未來系列賽 | 其他 |